# Venusberg

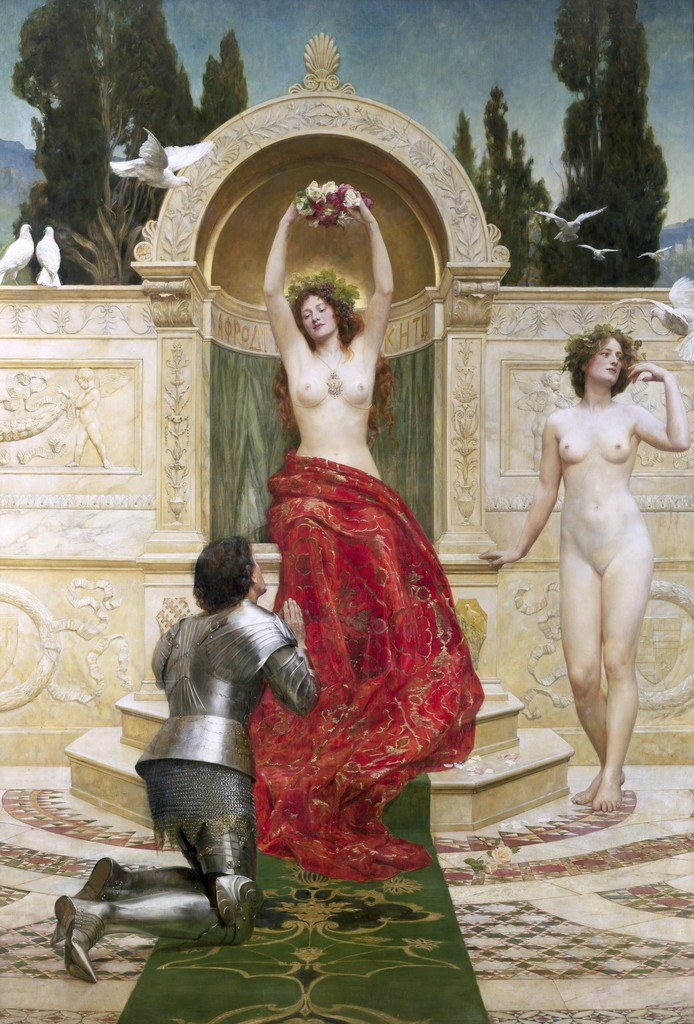
Tannhäuser en Venusberg de John Collier, 1901

Venusberg (en alemán: "Montaña de Venus") es un lugar mitológico recurrente en temas del folklore europeo, representado en diferentes leyendas y epopeyas desde finales de la Edad Media. Es una variante del cuento popular de "un mortal seducido por la reina de las hadas que visita el otro mundo" (como en Thomas the Rhymer). En el folclore alemán del siglo XVI, la narración se asocia con el minnesinger Tannhäuser, que se obsesiona con adorar a la diosa Venus.

## Origen
Venusberg como nombre del otro mundo o país de las hadas se menciona por primera vez en alemán en Formicarius por Johannes Nider (1437/38) en el contexto del creciente interés por la brujería en ese momento.
La primera versión de la narración de esta leyenda, en la que un caballero busca perdón por haber adorado a una diosa pagana en una montaña encantada siendo rechazado por el Papa y regresando a la montaña, aunque un milagro impulsa al Papa a enviar emisarios tras él, se registró por primera vez en forma de balada por el escritor provenzal Antoine de la Sale, siendo parte de la compilación conocida como La Salade (c. 1440). En esta versión, probablemente basada en un original italiano, la "reina de las hadas" se llama Sibila en lugar de Venus y no existe asociación con Tannhäuser.

## Balada folklórica Tannhauser

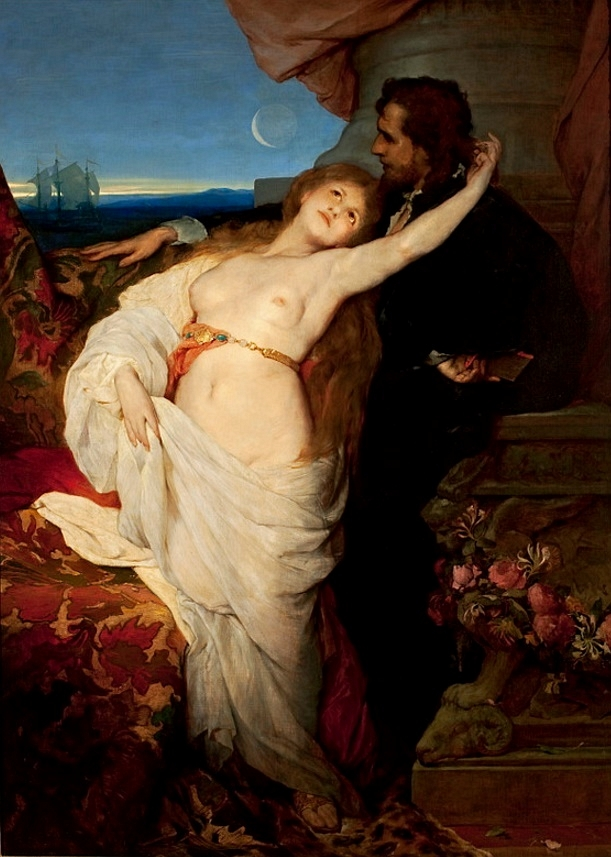
Tannhäuser, pintado por Gabriel von Max (c. 1878)

La narrativa de la balada de La Sale se fusiona con el nombre de Tannhäuser en el folclore alemán de principios del siglo XVI. Una balada popular alemana Tannhauser se registra en numerosas versiones a partir de 1510, tanto en el alto como el bajo alemán. Las versiones folclóricas todavía se recopilaron de la tradición oral a principios y mediados del siglo XX, especialmente en la región alpina (en 1924 se recopiló una variante de Estiria con el nombre de Waldhauser). La transmisión escrita temprana alrededor de la década de 1520 se realizó mediante hojas sueltas impresas populares en ese momento, con ejemplos conocidos de Augsburgo, Leipzig, Straubing, Viena y Wolfenbüttel. La primera versión existente es de Jörg Dürnhofers Liederbuch, impresa por Gutknecht de Núremberg alrededor de 1515. Este Lied von dem Danheüser explora la vida del legendario caballero Tannhauser, que pasó un año en la montaña adorando a Venus y regresó allí después de creer que el papa Urbano IV le había negado el perdón de sus pecados. La versión de Núremberg también identifica a Venusberg con la cadena de colinas de Hörselberg cerca de Eisenach en Turingia, aunque otras versiones identifican otras ubicaciones geográficas, como por ejemplo en Suabia, cerca de Waldsee. 
La popularidad de la balada continuó hasta bien entrado el siglo XVII. Heinrich Kornmann (1614) y Johannes Preatorius (1668) registraron versiones.

## Recepción moderna
La balada fue recibida luego en el romanticismo alemán. En 1799 Ludwig Tieck publicó el cuento en su colección Romantische Dichtungen. La versión de Preatorius de 1668 se incluyó en Des Knaben Wunderhorn, una compilación de poemas populares alemanes publicados por Achim von Arnim y Clemens Brentano en 1806. Los Hermanos Grimm incluyeron un resumen en la colección de Deutsche Sagen en 1816. Las adaptaciones posteriores incluyen la novela Das Marmorbild (La estatua de mármol de Joseph Freiherr von Eichendorff, así como obras de Ludwig Bechstein (1835) y Ludwig Uhland (Volkslieder, 1844). En el lacónico poema de Heinrich Heine Tannhäuser: A Legend, el héroe pasó siete años en Venusberg antes de partir hacia Roma.
El motivo se hizo más popular como la fuente principal de la gran ópera en tres actos de Richard Wagner Tannhäuser de 1845, que cambia algunos elementos de la historia y es conocida por incluir una descripción escandalosa de las juergas de la corte de Venus en su primera escena. El poeta inglés Algernon Charles Swinburne cuenta la historia en primera persona en su poema "Laus Veneris".